# 1985 год в спорте
Список 1985 год в спорте описывает спортивные события, произошедшие в 1985 году.

## СССР
- Чемпионат СССР по боксу 1985;
- Чемпионат СССР по классической борьбе 1985;
- Чемпионат СССР по лёгкой атлетике 1985;
- Чемпионат СССР по самбо 1985;
- Чемпионат СССР по хоккею с мячом 1984/1985;
- Создан женский баскетбольный клуб «Волна»;

### Волейбол
- Чемпионат СССР по волейболу среди женщин 1984/1985;
- Чемпионат СССР по волейболу среди женщин 1985/1986;
- Чемпионат СССР по волейболу среди мужчин 1984/1985;
- Чемпионат СССР по волейболу среди мужчин 1985/1986;

### Футбол
- Кубок СССР по футболу 1984/1985;
- Кубок СССР по футболу 1985/1986;
- Чемпионат Латвийской ССР по футболу 1985;
- Чемпионат СССР по футболу 1985;
- ФК «Спартак» Москва в сезоне 1985;
- Созданы клубы:
  - «Импульс»;
  - «Карпаты» (Яремче);
  - «Лубны»;

### Хоккей с шайбой
- Чемпионат СССР по хоккею с шайбой 1984/1985;
- Чемпионат СССР по хоккею с шайбой 1985/1986;

### Шахматы
- Командный чемпионат СССР по шахматной композиции 1984/1985;
- Личный чемпионат СССР по шахматной композиции 1985;
- Первенство СССР между командами союзных республик по шахматам 1985;
- Чемпионат СССР по шахматам 1985;

## Международные события
- Чемпионат Европы по бейсболу 1985;
- Чемпионат Европы по фигурному катанию 1985;

### Чемпионаты мира
- Чемпионат мира по биатлону 1985;
- Чемпионат мира по конькобежному спорту в классическом многоборье 1985;
- Чемпионат мира по конькобежному спорту в классическом многоборье среди женщин 1985;
- Чемпионат мира по лыжным видам спорта 1985;
- Чемпионат мира по современному пятиборью среди женщин 1985;
- Чемпионат мира по фигурному катанию 1985;

### Баскетбол
- Кубок чемпионов ФИБА 1984/1985;
- Кубок чемпионов ФИБА 1985/1986;
- Чемпионат Европы по баскетболу 1985;

### Волейбол
- Кубок европейских чемпионов по волейболу среди женщин 1984/1985;
- Кубок европейских чемпионов по волейболу среди женщин 1985/1986;
- Кубок европейских чемпионов по волейболу среди женщин 1984/1985;
- Кубок европейских чемпионов по волейболу среди женщин 1985/1986;
- Кубок мира по волейболу среди женщин 1985;
- Кубок мира по волейболу среди мужчин 1985;
- Чемпионат Африки по волейболу среди женщин 1985;
- Чемпионат Европы по волейболу среди женщин 1985;
- Чемпионат Европы по волейболу среди женщин 1985 (квалификация);
- Чемпионат Европы по волейболу среди мужчин 1985;
- Чемпионат Европы по волейболу среди мужчин 1985 (квалификация);
- Чемпионат мира по волейболу среди женщин 1986 (квалификация);
- Чемпионат мира по волейболу среди мужчин 1986 (квалификация);
- Чемпионат Северной, Центральной Америки и Карибского бассейна по волейболу среди женщин 1985;
- Чемпионат Северной, Центральной Америки и Карибского бассейна по волейболу среди мужчин 1985;
- Чемпионат Южной Америки по волейболу среди женщин 1985;
- Чемпионат Южной Америки по волейболу среди мужчин 1985;

### Международные шашки
- Чемпионат мира по международным шашкам среди мужчин 1985 (матч);

### Снукер
- British Open 1985;
- Goya Matchroom Trophy 1985;
- Irish Masters 1985;
- Mercantile Credit Classic 1985;
- Гран-при 1985 (снукер);
- Мастерс 1985;
- Официальный рейтинг снукеристов на сезон 1984/1985;
- Официальный рейтинг снукеристов на сезон 1985/1986;
- Снукерный сезон 1984/1985;
- Снукерный сезон 1985/1986;
- Финал чемпионата мира по снукеру 1985;
- Чемпионат Великобритании по снукеру 1985;
- Чемпионат мира по снукеру 1985;

### Футбол
- Матчи сборной СССР по футболу 1985;
- Кубок европейских чемпионов 1984/1985;
- Кубок европейских чемпионов 1985/1986;
- Кубок Либертадорес 1985;
- Кубок обладателей кубков УЕФА 1985/1986;
- Кубок чемпионов КОНКАКАФ 1985;
- Кубок обладателей кубков УЕФА 1984/1985;
- Кубок обладателей кубков УЕФА 1985/1986;
- Международный футбольный кубок 1985;
- Финал Кубка европейских чемпионов 1985;
- Финал Кубка обладателей кубков УЕФА 1985;

### Хоккей с шайбой
- Драфт НХЛ 1985;
- Матч всех звёзд НХЛ 1985;
- НХЛ в сезоне 1984/1985;
- НХЛ в сезоне 1985/1986;
- Суперсерия 1985/1986;
- Чемпионат мира по хоккею с шайбой 1985;

### Шахматы
- Матч за звание чемпиона мира по шахматам 1984/1985;
- Матч за звание чемпиона мира по шахматам 1985;
- Матчи претендентов 1985/1986;
- Межзональный турнир по шахматам 1985 (Биль);
- Межзональный турнир по шахматам 1985 (Таско);
- Межзональный турнир по шахматам 1985 (Тунис);
- Турнир претендентов по шахматам 1985;

## Моторные виды спорта
- Формула-1 в сезоне 1985;

## Персоналии

### Родились
- 20 января — Хасханов, Руслан, боец смешанных единоборств, чемпион России, Европы, Азии и мира по бразильскому джиу-джитсу, чемпион России и мира по боевому самбо;
- 12 марта — Харитонова, Анна Игоревна, российская самбистка и дзюдоистка;
- 19 апреля — Третьяков, Александр Владимирович, российский скелетонист; первый в истории скелетона России олимпийский чемпион;
- 4 июня — Устюгов, Евгений Романович, российский биатлонист, двукратный олимпийский чемпион;
- 21 августа — Масхадова, Аминат, российская тяжелоатлетка.